# Tako čisti zrak (1997.)
Tako čisti zrak (fra. Un air si pur...) francuska je dramedija ili drama-komedija iz 1997. godine. Film je režirao Yves Angelo, a radnja filma smještena je u vrijeme Prvoga svjetskog rata.

## Radnja
Tijekom Prvog svjetskog rata, liječnik i odvjetnik kupuju veliku kuću u planinama u kojoj otvaraju odmaralište. Budući da njihovo odmaralište nije zaživjelo, oni izmišljaju nova imena i identitete na vrlo komičan način, uvidjevši da njihova tragična sudbina ne dopušta ostvarenje njihova sna; života na čistom zraku.

## Uloge
- Fabrice Luchini kao Magnus
- André Dussollier kao liječnik Boyer
- Marie Gillain kao Julie d'Espard
- Yolande Moreau kao Laure Surville
- Jacques Boudet kao Monsieur Elmer
- Jerzy Radziwiłowicz kao Daniel
- Jean-Pierre Lorit kao Florent
- Édith Scob kao Mademoiselle Sophie

## Nagrade
| Festival                                 | Kategorija               | Dobitnik    | Ishod     |
| ---------------------------------------- | ------------------------ | ----------- | --------- |
| Međunarodni filmski festival u Montrealu | Grand Prix des Amériques | Yves Angelo | nominiran |

## Vanjske poveznice
- Tako čisti zrak u internetskoj bazi filmova IMDb-u